# Mersenne twister
El Mersenne twister es un Generador de números pseudoaleatorios desarrollado en 1997 por Makoto Matsumoto (松本 眞?) y Takuji Nishimura (西村 拓士?) reputado por su calidad. 
Su nombre proviene del hecho de que la longitud del periodo corresponde a un Número primo de Mersenne. Existen al menos dos variantes de este algoritmo, distinguiéndose únicamente en el tamaño de primos Mersenne utilizados. El más reciente y más utilizado es el Mersenne Twister MT19937, con un tamaño de palabra de 32-bit. Existe otra variante con palabras de 64 bits, el MT19937-64, la cual genera otra secuencia.

## Implementaciones en varios lenguajes
- ABAP
- ActionScript 1, ActionScript 3.0
- Ada
- C and C++
- C++, C++, C++, C++ Sony Cell Broadband Engine
- C++0x
- C#
- Clean
- Clojure
- Erlang
- Euphoria
- Microsoft Excel addin
- F#
- Fortran 95, Fortran 95
- The GNU Scientific Library (GSL)
- Haskell,  Haskell
- Java
- JavaScript
- Linoleum
- Lisp
- Lua
- Mitrion-C
- Pascal/FreePascal/Delphi
- Perl
- PHP
- REALbasic
- Scala
- SIMUL8
- Standard ML
- Visual Basic, VBA